# Вотська Урада
Вотська Урада́ (рос. Вотская Урада, башк. Вотяк Ураҙы) — село у складі Янаульського району Башкортостану, Росія. Входить до складу Новоартаульської сільської ради.
Населення — 155 осіб (2010; 199 у 2002).
Національний склад:
- удмурти — 95 %